# Mads Kikkenborg
Mads Kikkenborg, né le 7 octobre 1999 à Esbjerg au Danemark, est un footballeur danois qui joue au poste de gardien de but au RSC Anderlecht.

## Biographie

### En club
Né à Esbjerg au Danemark, Mads Kikkenborg est formé par le club local du Esbjerg fB. Il commence sa carrière au FC Sydvest 05 (en), où il est prêté en janvier 2020,. Il fait ensuite son retour à Esbjerg et joue son premier match le 1er septembre 2020, lors d'une rencontre de coupe du Danemark contre le Glamsbjerg IF. Il est titularisé et son équipe s'impose (0-8 score final).
Le 30 novembre 2020, Kikkenborg prolonge son contrat avec le Esbjerg fB jusqu'en juin 2024.
Le 9 août 2021, Mads Kikkenborg s'engage librement en faveur du Lyngby BK. Il signe un contrat de trois ans, le liant au club jusqu'en juin 2024,.
Il joue son premier match pour le club le 6 novembre 2021, lors d'une rencontre de championnat face au Hvidovre IF. Il est titularisé et son équipe s'incline par un but à zéro.
Le 27 janvier 2024, lors de la trêve hivernale 2023-2024, Mads Kikkenborg rejoint le RSC Anderlecht pour quatre saisons et demie et un transfert estimé à 1,3 million d'euros,.
Il joue son premier match pour Anderlecht le 31 octobre 2024, lors d'une rencontre de coupe de Belgique face à la Royale Union Tubize-Braine. Il est titularisé et son équipe s'impose par quatre buts à zéro,.

### En sélection
Mads Kikkenborg compte un total de quatre sélections avec l'équipe du Danemark des moins de 19 ans, toutes obtenues en 2018.